# Carl Wentzel
Carl Wentzel (né le 9 décembre 1876 à Brachwitz (maintenant partie de Wettin-Löbejün), mort le 20 décembre 1944 à Berlin) est un homme d'affaires allemand dans le domaine agricole, accusé d'être un membre du complot du 20 juillet 1944.

## Biographie
Carl Wentzel est issu d'une famille qui vient de faire fortune en devenant propriétaire de terres et de mines de lignite. Après avoir étudié les sciences agricoles, Carl Wentzel reprend le domaine de son père à Teutschenthal qui comprendra 9 000 hectares au début de la Seconde Guerre mondiale.
Il fait un mariage de raison avec Ella von Zimmermann, héritière de la société agricole de Johann Gottfried Boltze à Salzmünde.
Wentzel s'implique en particulier dans le logement pour ses employés. Après la Première Guerre mondiale, il est le représentant de l'Allemagne dans des conférences internationales au sujet du sucre, grâce à son rôle de premier plan dans le développement et la promotion de la culture de la betterave sucrière et de la sélection des semences.
Wentzel développe dans ses installations un système économique structuré horizontalement et verticalement avec de nombreuses branches de production. Sa production de sucre a atteint jusqu'à 10 000 tonnes par an. Wentzel est l'un des plus grands employeurs de la région. Dans ses domaines agricoles, il compte environ 18 000 employés et dans les usines de transformation environ 22 000.
Après la prise du pouvoir par les nazis en 1933, il participe à la création du Vierjahresplan pour améliorer la production agricole. Il fait la connaissance de Carl Friedrich Goerdeler et de Paul Reusch, le directeur général de Gutehoffnungshütte. Reusch anime un cercle de discussion qui réunit de grands propriétaires terriens, de grands industriels et des personnalités influentes des sciences et de la politique. On parle en particulier des problèmes de développement économique et politique. Au cours de l'une de ces réunions en novembre 1943, Goerdeler parle de plans de politique économique en cas de changement de régime. Après une dénonciation à la Gestapo, Wentzel est suspecté après le complot du 20 juillet 1944 à cause de sa présence à cette réunion. Wentzel n'est pas directement impliqué dans le complot, mais il est accusé d'être impliqué dans le plan du coup d'État.
Dix jours après l'attentat, Wentzel est arrêté puis sa femme. Derrière cette arrestation, il y a sans doute une manœuvre du SS-Gruppenführer et major de la police Ludolf von Alvensleben, dont la propriété familiale à Schochwitz fut longtemps louée par Wentzel. Alvensleben, notoirement très endetté, saisit l'occasion de l'accusation de Wentzel, pour mettre fin à la location et aux dettes.
Le Volksgerichtshof sous la présidence de Roland Freisler condamne Carl Wentzel le 13 novembre 1944 à la peine de mort. Il est pendu dans la prison de Plötzensee le 20 décembre, ses cendres sont dispersées non loin. Sa femme Ella est déportée à Ravensbrück. La famille est totalement expropriée.